# Sándor Garbai
Sándor Garbai (1879 — 1947) foi primeiro-ministro da Hungria e chefe do Conselho Executivo Central Húngaro em 1919. Político socialista, subiu ao poder em 1919 e proclamou uma república soviética.